# Адміністративний устрій Хмільницького району
Адміністративний устрій Хмільницького району — адміністративно-територіальний поділ Хмільницького району Вінницької області на 30 сільських рад, які об'єднують 80 населених пунктів та підпорядковані Хмільницькій районній раді. Адміністративний центр — місто Хмільник, яке має статус міста обласного значення, тому не входить до складу району.

## Список радХмільницького району
| №  | Назва                           | Центр               | Населені пункти                                                       | Площа км² | Місце за площею | Населення (2001), чол. | Місце за населенням |
| -- | ------------------------------- | ------------------- | --------------------------------------------------------------------- | --------- | --------------- | ---------------------- | ------------------- |
| 1  | Березнянська сільська рада      | с. Березна          | с. Березна с. Крупин с. Чудинівці                                     |           |                 |                        |                     |
| 2  | Великомитницька сільська рада   | с. Великий Митник   | с. Великий Митник с. Будків с. Кушелівка с. Малий Митник с. Філіопіль |           |                 |                        |                     |
| 3  | Великоострожоцька сільська рада | с. Великий Острожок | с. Великий Острожок                                                   |           |                 |                        |                     |
| 4  | Вишеньківська сільська рада     | с. Вишенька         | с. Вишенька с. Малий Острожок с. Червоний Степ                        |           |                 |                        |                     |
| 5  | Голодьківська сільська рада     | с. Голодьки         | с. Голодьки с. Стара Гута                                             |           |                 |                        |                     |
| 6  | Жданівська сільська рада        | с. Війтівці         | с. Війтівці с. Дібрівка с-ще Ольгине                                  |           |                 |                        |                     |
| 7  | Качанівська сільська рада       | с. Качанівка        | с. Качанівка с. Семки                                                 |           |                 |                        |                     |
| 8  | Кривошиївська сільська рада     | с. Кривошиї         | с. Кривошиї с. Колибабинці                                            |           |                 |                        |                     |
| 9  | Крижанівська сільська рада      | с. Крижанівка       | с. Крижанівка с. Осична с. Слобода-Кустовецька                        |           |                 |                        |                     |
| 10 | Кропивнянська сільська рада     | с. Кропивна         | с. Кропивна с. Клітенка с. Ступник                                    |           |                 |                        |                     |
| 11 | Куманівецька сільська рада      | с. Куманівці        | с. Куманівці                                                          |           |                 |                        |                     |
| 12 | Кустовецька сільська рада       | с. Кустівці         | с. Кустівці с-ще Кустовецьке с. Рогинці                               |           |                 |                        |                     |
| 13 | Лелітська сільська рада         | с. Лелітка          | с. Лелітка с. Вербівка с. Крутнів                                     |           |                 |                        |                     |
| 14 | Лип'ятинська сільська рада      | с. Лип'ятин         | с. Лип'ятин с. Морозівка с. Чеснівка                                  |           |                 |                        |                     |
| 15 | Лозівська сільська рада         | с. Лозова           | с. Лозова с. Вугли с. Гулі с. Думенки с. Педоси                       |           |                 |                        |                     |
| 16 | Лознянська сільська рада        | с. Лозна            | с. Лозна с. Дубина с. Хутори-Кривошиїнецькі                           |           |                 |                        |                     |
| 17 | Маркушівська сільська рада      | с. Маркуші          | с. Маркуші с. Митинці                                                 |           |                 |                        |                     |
| 18 | Мар'янівська сільська рада      | с. Мар'янівка       | с. Мар'янівка с. Лісогірка с. Володимирівка                           |           |                 |                        |                     |
| 19 | Петриківська сільська рада      | с. Петриківці       | с. Петриківці с. Подорожня с. Сміла                                   |           |                 |                        |                     |
| 20 | Порицька сільська рада          | с. Порик            | с. Порик с. Курилівка с. Томашпіль                                    |           |                 |                        |                     |
| 21 | Пустовійтівська сільська рада   | с. Пустовійти       | с. Пустовійти с. Зозулинці с. Чернятинці                              |           |                 |                        |                     |
| 22 | Рибчинецька сільська рада       | с. Рибчинці         | с. Рибчинці                                                           |           |                 |                        |                     |
| 23 | Сальницька сільська рада        | с. Сальниця         | с. Сальниця с. Гнатівка                                               |           |                 |                        |                     |
| 24 | Скаржинецька сільська рада      | с. Скаржинці        | с. Скаржинці                                                          |           |                 |                        |                     |
| 25 | Соколівська сільська рада       | с. Соколова         | с. Соколова                                                           |           |                 |                        |                     |
| 26 | Сулківська сільська рада        | с. Сулківка         | с. Сулківка с. Нова Сулківка с. Торчин                                |           |                 |                        |                     |
| 27 | Сьомаківська сільська рада      | с. Сьомаки          | с. Сьомаки с. Білий Рукав с. Сербанівка                               |           |                 |                        |                     |
| 28 | Терешпільська сільська рада     | с. Терешпіль        | с. Терешпіль с. Держанівка с. Софіївка с. Українське                  |           |                 |                        |                     |
| 29 | Уланівська сільська рада        | с. Уланів           | с. Уланів с. Воронівці с. Пагурці с. Тараски с. Чепелі                |           |                 |                        |                     |
| 30 | Широкогребельська сільська рада | с. Широка Гребля    | с. Широка Гребля                                                      |           |                 |                        |                     |

Скорочення: м. — місто, с. — село, смт — селище міського типу, с-ще — селище